# Niské knížectví
Niské knížectví (polsky Księstwo Nyskie, německy Fürstentum Neisse), zkráceně Nisko, je historické území v Dolním Slezsku rozkládající se podél středního toku Kladské Nisy, původně zahrnující souvislé území kolem dnešních měst Nisa (dle něhož je knížectví pojmenováno), Otmuchów, Paczków, Głuchołazy, Vidnava a Jeseník, v roce 1344 bylo ještě rozšířeno o Grodków. Dnes je Nisko rozděleno mezi Polsko (1231 km²) a Česko (900 km²).

## Historie

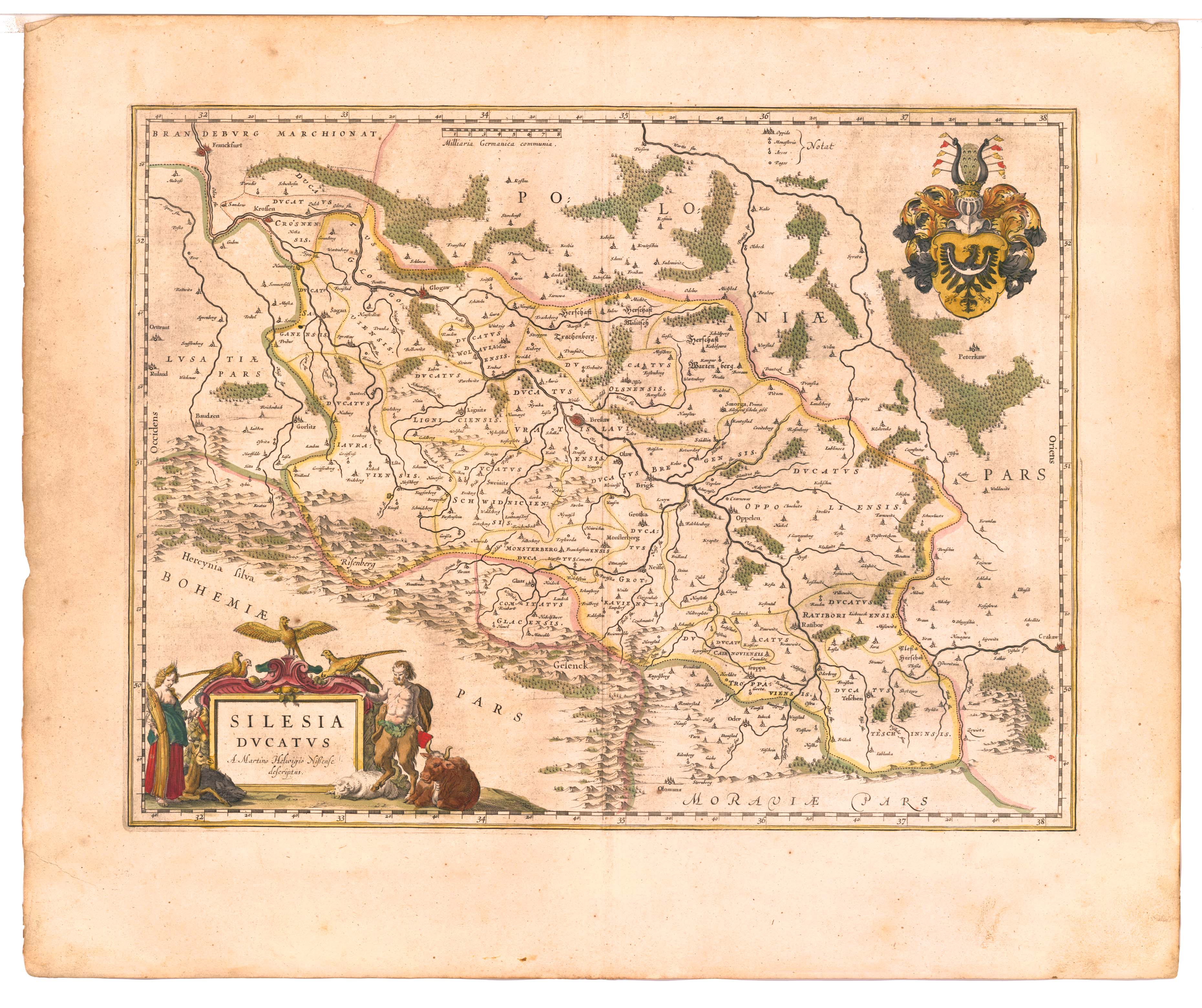
Mapa Slezska podle starší předlohy niského rodáka Martina Helwiga, publikovaná roku 1645 v díle Atlas novus Willema a Joana Blaeuových. Niské knížectví (zde označené jako DVCATUS GROTKAVIENSIS) na jihu sahá až po Jeseník (Freienwalde) a na východě po Osoblahu (Holtzeplotz).

Samostatný úděl se tu formoval během 11.–12. století. Když se roku 1199 stal opolský kníže Jaroslav biskupem ve Vratislavi a daroval své území vratislavské diecézi, stává se Nisko světským panstvím biskupů. Biskup Přeclav z Pohořelé město Nisu opevnil a poté roku 1350 uznal lenní vztah k České koruně. Zároveň Nisko rozšířil koupěmi od Lehnicka o panství Grodkov (něm. Grottkau) a město Vidnavu (něm. Weidenau) s okolím.
Díky těžbě drahých kovů a přílivu německých horníků a kolonistů se oblast už ve 13. století silně germanizovala. Za husitských válek spolu s ostatním Slezskem odpadlo Nisko od Zemí koruny České, ale už roku 1424 bylo husity dobyto. Naproti tomu za třicetileté války bylo třikrát marně obléháno. Později se součástí Niska stala malá část Opavska (město Cukmantl, obec Heřmanovice a katastrální území Mnichov a Železná).

### Vznik knížectví
Niské knížectví jako jediné ze slezských knížectví nevzniklo postupným rozpadem původně jednotné piastovské knížecí domény, ale postupnou koncentrací pozemkového majetku vratislavského biskupství. Proces jeho vzniku byl pozvolný a vyznačoval se postupnou kumulací majetkových a mocenských práv, zejména ve druhé polovině 13. a první polovině 14. století, a byl prakticky završen roku 1344, kdy vratislavští biskupové, v rámci nové politické organizace Slezska v rámci zemí Koruny české za prvních Lucemburků na českém trůně, dosáhli plně rovnoprávného postavení s ostatními slezskými knížaty.
Předpokladem vzniku knížectví byla koncentrace pozemkového majetku biskupství. Výchozím bodem se stal hrad Otmuchov s okolím. Je považován za jeden z nejstarších církevních majetků a patřil vratislavskému biskupství možná od jeho založení, jak se tvrdilo už v 13. století, pravděpodobněji však až od vlády Boleslava III. Křivoústého, tedy od počátku 12. století. V každém případě je hrad Otmuchov „se vším, co k němu náleží,“ jmenován jako majetek církve (vedle 241 dalších biskupských statků) v ochranné listině, kterou pro vratislavského biskupa Waltera z Malonne vydal papež Hadrián IV. 23. dubna 1155. V téže listině je při popisu diecéze jmenována otmuchovská kastelánie jako jedna z 15 kastelánií, na něž se dělilo Slezsko; listina přímo netvrdí, že celá kastelánie patřila církvi, ta ji však v tomto smyslu později vykládala.
Toto území bylo na přelomu 12. a 13. století rozšířeno o část území kolem středního toku řeky Nisy, které – podle Chronicon Polono-Silesiacum přibližně z let 1281–85 – získal kníže Jaroslav Opolský od svého otce, slezského knížete Boleslava I. Vysokého, jako odškodnění za to, že otec jmenoval jediným dědicem jeho bratra Jindřicha I. Bradatého. Již roku 1198 měl Jaroslav, podle pozdějšího podání, v Nise vysvětit kamenný kostel. Varianty kronikářského zápisu nasvědčují, že Jaroslav původně získal toto území jen pro svou osobu jakožto knížecího syna a biskupství si je přisvojilo až následně.
V průběhu 13. století probíhal dlouhý zápas mezi církví a piastovskými knížaty o postavení církve. Biskupové, pocházející často z vývojově pokročilejší západoněmecké oblasti, usilovali o získání podobně nezávislého postavení vůči panovníkovi, jako o něco dříve vydobyly jejich protějšky v Říši. K tomu patřila i snaha o získání souvislého území, nad kterým by měli svrchovanou vládu. Protože panovnické postavení nebylo ve středověku jednotným pojmem, ale skládalo se z komplexu různých práv (regalia, ve slezském kontextu iura ducalia), bylo taktikou vratislavských biskupů získávat tato práva postupně, ať již dohodou, uzurpací nebo v různých sporech, které v případě, že rozhodčím byl zástupce papeže, pro ně dopadaly většinou výhodně.

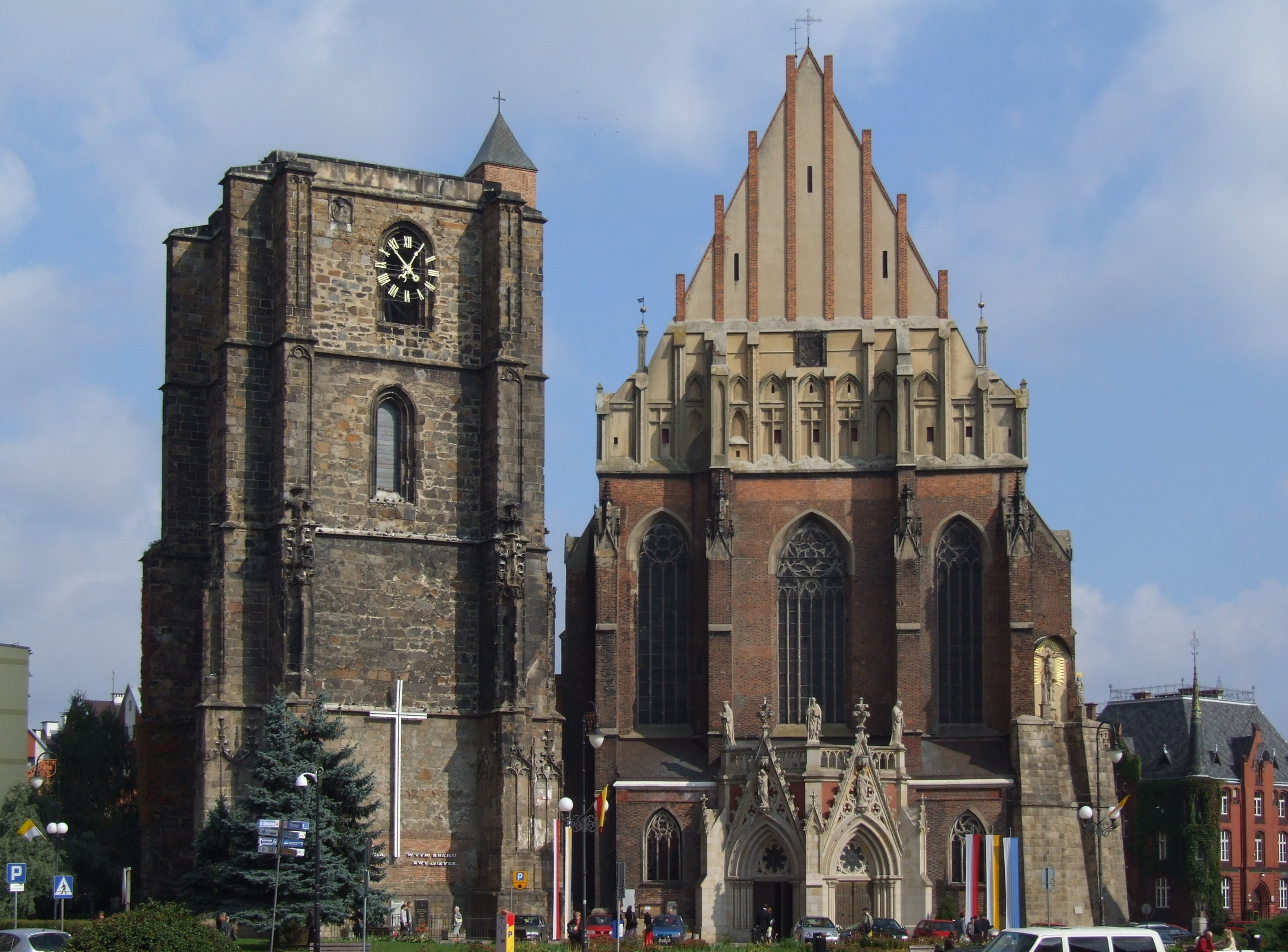
Katedrála a zvonice

Důvody, pro něž o tato práva biskupové usilovali, nebyly jen prestižní a politické, ale také ekonomické. Od počátku 12. století usilovali o hospodářský rozvoj svého území okolo Otmuchova a Nisy, zejména kolonizací za přispění místního slovanského obyvatelstva i německých přistěhovalců, zakládáním nových vsí, měst a hradů na jejich obranu, rozvojem těžby nerostů apod. Tím však naráželi na knížecí výsady, mezi něž patřilo i právo stavět hrady a horní regál. Porušením knížecích výsad bylo i zakládání měst a vsí bez jeho svolení, ale v případě Niska kníže protestoval především proti zakládání nových a obracení stávajících vsí na emfyteutické (německé) právo, které s sebou neslo změnu peněžních a jiných povinností poddaných v neprospěch knížete, a také proti zakládání nových vsí v pohraničním hvozdu proti Moravě a Opolsku, tzv. presece, který plnil vojenskou obrannou úlohu a jehož údržba byla pravomocí i povinností knížete.
V první třetině 13. století, za vlády mocného knížete Jindřicha Bradatého, ještě snahy biskupa Vavřince Dolivety (1207–1232) o získání pravomocí vyhražených knížeti nebyly příliš úspěšné, kníže se dokázal bránit i u papežské stolice. Dokládá to například spor o vyšší, tzv. hrdelní soudnictví vykonávané dědičným fojtem v Nise. Po dlouhých sporech uzavřeli kníže a biskup 5. ledna 1230 smír, podle kterého sice biskup fojta uváděl do funkce a mohl vybírat část z hrdelních pokut, ale výsada svěřit mu hrdelní pravomoc byla nadále vyhrazena knížeti. Moc knížat však vážně poklesla po zpustošení Slezska mongolským vpádem roku 1241, kdy navíc padl kníže Jindřich II. Pobožný a následovala nejprve regentská vláda vdovy po knížeti a pak rozbroje mezi jeho syny. Této situace dokázali biskupové využít: Tomáš I. (1232–1268) získal roku 1245 ochrannou papežskou bulu potvrzující církevní majetek a imunity a ve výkonu soudních pravomocí, výběru poddanských dávek a desátků a vysazování nových měst a vesnic se jen málokdy ohlížel na svolení vratislavského knížete Jindřicha III. Bílého, který se spokojoval s nominálním suverenitou nad biskupskými državami.
Zcela jinak však jednal energický a schopný syn Jindřicha III., Jindřich IV. Probus (1270–1290). Zásadně hodlal získat od církve zpět veškerá knížecí práva, která jí nebyla výslovně listinně přepuštěna. Zejména vznesl nárok na 65 vesnic, které biskup bez povolení založil na německém právu v knížecím pohraničním lese. Když papežský legát jako rozhodce 10. srpna 1282 rozhodl – byť s výhradami – ve prospěch biskupa Tomáše II. (1270–1292), kníže nález neuznal a roku 1284 obsadil nejen sporné vesnice, ale i zbytek biskupského území a při pronásledování biskupa oblehl roku 1288 město Ratiboř, do nějž se biskup uchýlil pod ochranu knížete Měška. Biskup byl donucen ke smíru: uznal nárok knížete na dotčené vesnice a přijal je od knížete zpět darem. Výsledek jednoznačně potvrdil vrchní vládu knížete nad biskupskými državami.
O dva roky později však došlo k neočekávanému obratu. Jindřich IV. dne 23. června 1290, jen několik hodin před svou smrtí, sepsal závěť, v níž vratislavskému biskupovi v „niské a otmuchovské zemi“ přenechával „plné a dokonalé panství“ (plenum dominium) a „knížecí právo“ (ius ducale). Z knížecích práv listina závěť zmiňuje vyšší (hrdelní) soudnictví, právo razit mince a daňovou imunitu. Vzhledem k obsaženým výjimkám – kníže si vyhradil stavění vojska a stavbu vojenských opevnění – lze udělené výsady považovat za omezenou suverenitu. Biskup Tomáš si nechal listinu, jejíhož napadení se oprávněně obával, neprodleně potvrdit papežem Mikulášem IV. Papežova listina, datovaná 9. září 1290, výsady udělené knížetem potvrzovala a ještě rozšiřovala: biskup teď měl mít na dotčeném území, označovaném jako „knížectví neboli panství“ (ducatus seu dominium) mít „knížecí právo neboli právo knížete“ (ius ducale seu ducis) nebo jinak řečeno „plné panství a dokonalé právo, které patřívalo onomu knížeti z důvodu jeho knížecího stavu“. I práva výslovně vyhrazená knížeti v jeho testamentu si biskupové v následujícím půl století uzurpovali. Tím biskup získal pro nisko-otmuchovskou zemi (ale nikoli pro jiný majetek církve ve Slezsku) plnou suverenitu. Teprve Jindřich I. z Vrbna (vratislavský biskup v letech 1302–1319) z toho vyvodil i změnu své titulatury a jako první se ihned po svém nástupu začal nazývat „knížetem (niským)“ (princeps). Volba titulu „kníže“ (lat. princeps, něm. Fürst) oproti titulu „vévoda“ (lat. dux, něm. Herzog), který užívala slezská piastovská knížata a jejich následníci, se opírala o úzus v Svaté říši římské, kde se církevní vladaři označovali za „duchovní knížata“.

### Rozdělení knížectví
Zásadní zvrat v dějinách knížectví měly Války o rakouské dědictví, které vedly k rozdělení Slezska, a současně k rozdělení Niského knížectví, mezi Prusko a habsburskou monarchii roku 1742.
Již na počátku první slezské války Prusko obsadilo většinu Slezska (3. ledna 1741 Vratislav, 23. ledna Opavu; obsazena byla i většina území Niského knížectví, ačkoli samotná Nisa zůstala v držení rakouské posádky a byla obléhána až do příměří v Klein-Schnellendorfu (Przydroże Małe) 9. října 1741, po kterém Rakousko Nisu vyklidilo. Podle podmínek příměří ve Vratislavi 11. června 1742 a Berlínského míru z 28. července 1742 bylo Slezsko rozděleno. Rozdělení se dotklo i konkrétně Niského knížectví, které bylo přeťato východozápadní linií vedenou po úpatí Rychlebských hor. Větší část Niska (1231 km²) s městy Nisa, Grodkov a Otmuchov připadla Prusku, menší část s městy Vidnavou, Jeseníkem a Zlatými Horami a zámkem Jánský Vrch zůstala Rakousku (694 km²). Nový průběh hranic byl potvrzen i Hubertusburským mírem 15. února 1763.

### Pruská část Niska
Fridrich II. ihned po obsazení Slezska upevňoval svou moc nad slezskými knížaty včetně vratislavského biskupa. Jako první byly zlikvidovány stavovské instituce, celoslezské i v jednotlivých knížectvích. 31. října 1741 byly zrušeny Slezský konvent i Generální berní úřad, hlavní slezské stavovské orgány, a stejně tak byly deaktivovány i zemské sněmy; tak i pokus o svolání zemského sněmu Niského knížectví byl potlačen. V letech 1741–1743 pak proběhly v rychlém sledu zásadní centralizační reformy v oblasti správy, vojenství, soudnictví i daní. Pravomoci jednotlivých knížat a majitelů stavovských panství jimi byly prakticky zlikvidovány.
Cenou za to bylo v případě šlechty nové tituly, postavení u dvora a zeměpanské úřady, v případě vztahu k biskupskému panství byla situace složitější. Pruská vláda zachovávala přísnou náboženskou svobodu, podporovala vzdělávací a sociální úlohu katolické církve a zprvu nezasahovala ani do jejích majetkových záležitostí, činila si však nárok na politickou, personální a ideologickou kontrolu, což bylo pramenem konfliktů. Fridrich II. dosadil biskupovi Filipovi Ludvíkovi ze Sinzendorfu roku 1743 za koadjutora Filipa Gottharda Schaffgotsche, který se stal roku 1747 biskupem, místo očekávané povolnosti se však nakonec dostal do sporů s králem a za sedmileté války přešel na stranu Rakouska, kam roku 1766 definitivně uprchl a zůstal do své smrti roku 1795. V důsledku toho převzal král přímo správu pruské části Niského knížectví i majetku biskupství. Teprve roku 1795 převzal správu majetku zpět nový biskup Josef Kristián Hohenlohe. Za napoleonských válek upadlo Prusko do finančních těžkostí a rozhodlo se je řešit sekularizací církevního majetku. Stalo se tak královským ediktem z 30. října 1810. Tím byl zestátněn majetek biskupství, katedrální kapituly a všech klášterů, kolegiátních kapitul a jiných církevních nadací, ale také zrušeno (pruské) Niské knížectví jako autonomní útvar. Nisko ještě několik let přetrvalo jako správní celek, ale v roce 1816 proběhla v Prusku správní reforma, která rozdělila Slezsko na 4 kraje a 43 okresů.
Většina Niského knížectví se stala součástí okresů Nisa a Grodkov opolského kraje. Ve svazku pruského Slezska pak zůstalo území bývalého Niského knížectví ro doku 1945, kdy připadlo Polsku.

### Česká (rakouská) část Niska
V té části Niského knížectví, která zůstala součástí habsburské monarchie, zůstal biskupský majetek nedotčen. Jednalo se nadále o rozsáhlý a téměř kompaktní majetek na Jesenicku, jemuž dominovaly statky v přímém držení biskupa s centry ve Vidnavě, na Jánském Vrchu, ve Frývaldově, ve Frýdberku a v Cukmantlu, vedle nichž zde existovala malá a nečetná biskupská léna. K roku 1848, při zrušení patrimoniální správy, se jednalo o statky Kobylá, Bílá Voda, Dolní Červená Voda, Hradec, Hamberk, Krutvald, Velké Kunětice, Kolnovice, Horní Heřmanice a několik lenních fojtství, jež však celkem zabíraly jen asi osminu rakouského Niska. Tato razantní majetková převaha biskupa vedla i k jeho naprosté dominanci politické, takže stavovské orgány se v rakouské části Niského knížectví již nevytvořily.
Vratislavský biskup v české či rakouské části Niska, zejména pak ve své rezidenci na zámku Jánský Vrch, často pobýval, zejména v dobách, kdy v Prusku byla jeho přítomnost nemožná nebo obtížná – za vlády Fridricha Velikého, v době Kulturkampfu a nakonec i v době nacismu.
Centralizace veřejné moci však v rakouské části knížectví postupovala jen o málo pomaleji než v Prusku. Vedle niské zemské vlády podléhající biskupovi (jejím sídlem se roku 1742 stala Vidnava, roku 1767 se však přesunula na Jánský Vrch) vznikl roku 1744 pro toto území královský úřad zemského staršího se sídlem ve Vidnavě, který zastupoval zájmy panovníka a jehož pravomoci odpovídaly krajským hejtmanům v jiných částech monarchie. Když po roce 1777 zmizely naděje na znovuzískání Slezska Rakouskem, byla správní struktura zbylé části této země redukována. K 1. červenci 1782 zanikl úřad zemského staršího pro Niské knížectví a jeho pravomoci převzaly orgány Opavského kraje. Tím prakticky zaniklo Niské knížectví jako jednotka státní správy.
Biskupská zemská vláda pro Niské knížectví fakticky klesla na orgán běžné vrchnostenské správy, která navíc od josefinských reforem podléhala značnému státnímu dohledu. Zvláštní postavení biskupa – stejně jako dalších knížat ve zbylém rakouském Slezsku, totiž knížete krnovsko-opavského, těšínského a od roku 1754 bílského – zajišťovala jejich účast ve Slezském veřejném konventu, pětičlenném orgánu stavovské samosprávy; pravomoci stavovských orgánů v Rakousku 2. poloviny 18. a 1. poloviny 19. století však byly značně omezené.
Zrušením patrimoniální správy – a tedy i knížebiskupské zemské vlády – k 1. lednu 1850 Niské knížectví zaniklo jako správní jednotka (ačkoliv nově vzniklý politický okres Frývaldov mu až do roku 1869 územně odpovídal). Existovalo pak jako titulární a jeho držení zaručovalo vratislavskému biskupovi, aby si podržel virilní hlas v rozšířeném Slezském veřejném konventu (od roku 1861 zvaném Slezský zemský sněm). Pozůstatkem zvláštního postavení vratislavských biskupů byla po nějakou dobu existence zbývajících pěti biskupských lén – podlén Českého království – a to až do jejich vyvázání podle zákona č. 103 říš. zák. ze 17. prosince 1862 a prováděcího zákona pro Slezsko č. 107 říš. zák. ze dne 12. května 1869.
Posledním knížetem niským byl kardinál Adolf Bertram, který se stal biskupem vratislavským 1914. Knížectví samo o sobě zaniklo vznikem Československa, kterému rakouská část Niska po první světové válce připadla, a užívání knížecího titulu, alespoň na československém území, biskupovi zakazoval zákon o zrušení šlechtictví. Se vznikem Československa zanikl i Slezský zemský sněm, a tudíž i biskupova práva v něm svázaná s niským knížecím titulem. Biskupství však zůstaly nadále značné pozemkové majetky na Jesenicku, a to i přesto, že se jich výrazně dotkla pozemková reforma v Československu. Kardinál Bertram ostatně na Jesenicku, zejména na Jánském Vrchu, často pobýval a zde roku 1945 i zemřel. Pozemky vratislavského arcibiskupství byly posléze dále zestátněny ve druhé pozemkové reformě v letech 1947–48, konečného zániku práv vratislavského biskupství k majetku na Jesenicku však bylo dosaženo až majetkovým vyrovnáním české a polské římskokatolické církve roku 1984.

## Současné územní rozdělení
Česká část Niska je v současnosti rozdělena mezi kraje Olomoucký (území v moderním okrese Jeseník) a Moravskoslezský (obec Heřmanovice a katastrální území Mnichov a Železná). Polská část Niska je v současnosti součástí Opolského vojvodství.